# 毒素 (漫威漫畫)
毒素（英語：Toxin），是漫威漫畫中的虛構超級英雄角色，由作家彼得·米利根和藝術家克萊頓·克蘭恩創作。毒素首次於《猛毒VS血蜘蛛》#2中登場。

## 人物
毒素是血蜘蛛的後代，亦是在漫威漫畫中第三個出現的共生體。血蜘蛛雖然不喜歡毒素，但因為無法殺死牠，血蜘蛛便隨便把它放置在一位名叫派翠克·穆里根的紐約市警察的身體上後逃離。
在一開始，穆里根並沒有意識到自己發生了什麼事，但不久後，毒素共生體已經獲得有意識的思想，並擁有在穆里根的身上形成出一套由共生體製成的服裝的能力。在看到血蜘蛛襲擊自己的妻子吉娜和兒子愛德華後，穆里根意識到共生體對自己和家人都是一種威脅。在隨後的猛毒、血蜘蛛和毒素的對戰中，猛毒意識到穆里根其實本性善良，或者可能會對共生體帶來影響力。由於毒素還在成長，猛毒和血蜘蛛達成臨時協議，聯手打算殺死毒素。此時，蜘蛛人偶然發現他們三個的戰爭後決定幫助毒素。成功擋著他們後，毒素向蜘蛛人交代所有事情，蜘蛛人鼓勵他。穆里根最後決定離開他的妻子和孩子，接受他的新生活。
穆里根和毒素達成協議，允許毒素每晚有兩小時的“遊戲時間”，條件是穆里根要完全控制共生體，而且在這兩個小時內，毒素不得進行任何盜竊、縱火或殺人等犯罪行為。

## 其他媒體

### 電影
- 《猛毒最終章：最後一舞》（2024年）：由史蒂芬·葛拉翰飾演派翠克·穆里根。

### 遊戲
- 《漫威英雄 Online》
- 《蜘蛛人：飛越無限（英语：Spider-Man Unlimited (video game)）》
- 《漫威：未來之戰》：手機遊戲，毒素是玩家可使用角色之一。

## 外部連結
- Toxin's profile （页面存档备份，存于） at Spiderfan.org
- Toxin's comics （页面存档备份，存于） at TheVenomSite.com